# Maciej Fijak
Maciej Fijak (ur. 8 lutego 1862 w Pietrzykowicach, zm. 9 stycznia 1949 tamże) – polityk ludowy następnie narodowo-demokratyczny, poseł do austriackiej Rady Państwa.
Chłop, posiadał niewielkie gospodarstwo w Pietrzykowicach, w pow. żywieckim. Ukończył szkołę ludową w rodzinnej miejscowości. Aby utrzymać siebie i rodzinę równocześnie pracował w różnych fabrykach włókienniczych w Bielsku.  Organizator kółka rolniczego a w 1901 czytelni ludowej, a także Kasy Stefczyka w Pietrzykowicach.Przyczynił się także do powstania szkoły realnej w Żywcu oraz Domu Polskiego w Bielsku. Członek Towarzystwa Rolniczego w Krakowie (1909-1914) Uczestniczył w obchodach rocznicy odsieczy Wiednia w 1883 na Wawelu w Krakowie. 
Początkowo związany z  Stronnictwem Chrześcijańsko-Ludowym a następnie Polskim Centrum Ludowym ks. Stanisława Stojałowskiego. Należał do grona najbardziej zaufanych współpracowników tego ostatniego. Razem ze Stojałowskim od 1908 związał się z narodową demokracją. Radny gminy Pietrzykowice (1905-1914). Poseł do austriackiej Rady Państwa X kadencji (31 stycznia 1901 – 30 stycznia 1907), z kurii V powszechnej z okręgu wyborczego nr 3 (Wadowice-Biała-Chrzanów-Żywiec-Wieliczka-Myślenice), XI kadencji (17 lutego 1907 – 30 marca 1911) z okręgu wyborczego nr 38 (Maków-Żywiec). Należał do Koła Polskiego w Wiedniu.
Po wybuchu I wojny światowej członek pierwszego Komitetu Powiatowego NKN (1914). W okresie międzywojennym należał do Związku Ludowo-Narodowego potem działacz Stronnictwa Narodowego, od 1929 członek Zarządu Powiatowego SN w Żywcu. W drugiej połowie trzydziestych wycofał się z życia publicznego.
Zawarł związek małżeński 11 stycznia 1886 roku z Marianną z d. Stasica, z którą wychował czterech synów i trzy córki.